# Boterham

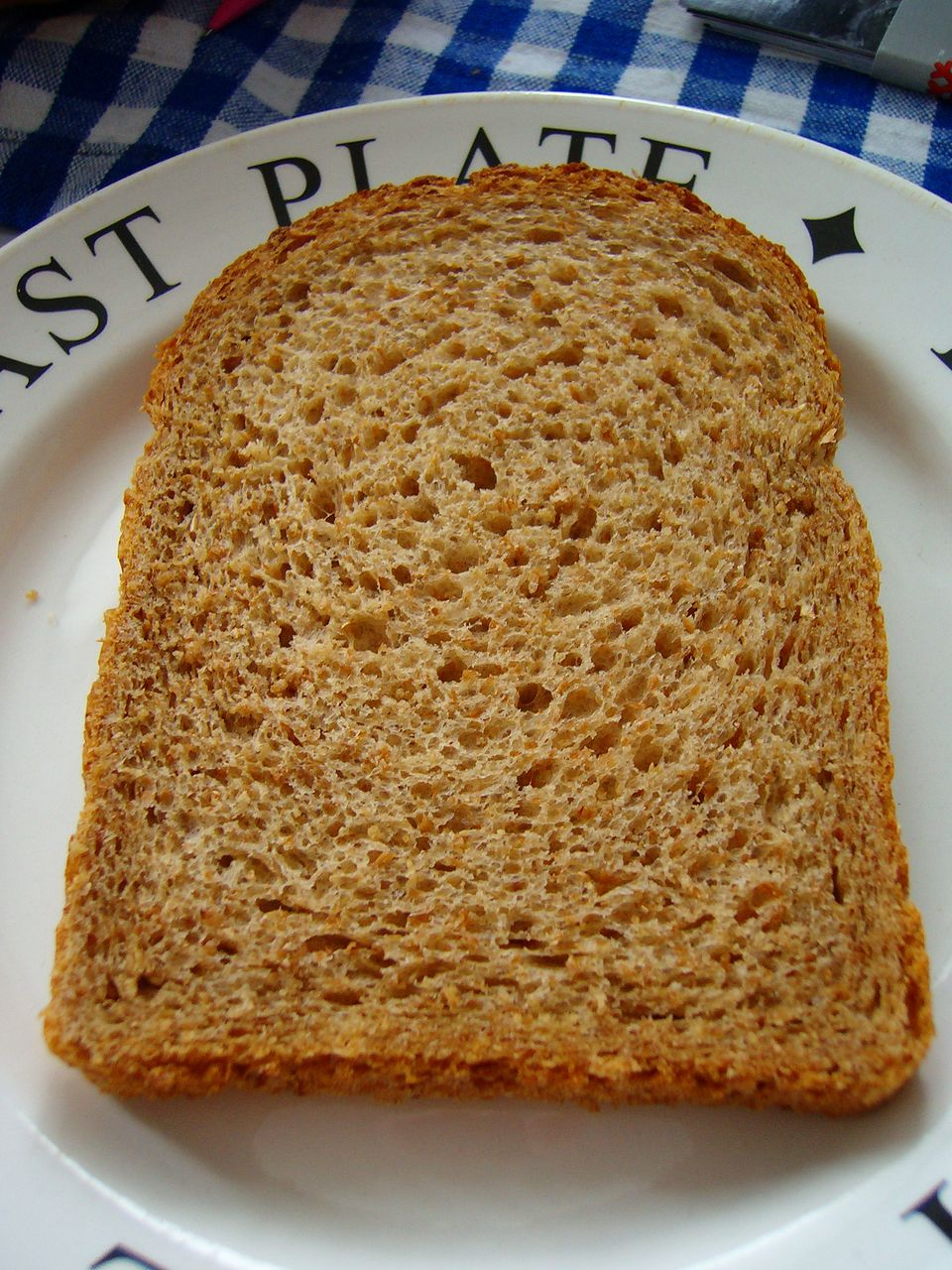
Een bruine droge boterham

Een boterham is een snee brood, eventueel voorzien van boter (of margarine) en/of broodbeleg. Broodbeleg kan zowel zoet (bijvoorbeeld vruchten, chocoladepasta of confituur) als hartig zijn (bijvoorbeeld ham, groente, salade, pindakaas of kaas). De boterham maakt meestal deel uit van het ontbijt en de lunch. In gezinnen waar men 's middags warm eet, neemt men vaak 's avonds nog een boterham.
Boterhammen worden vaak meegenomen in broodtrommels of boterhamzakjes. Ze worden dan veelal eerst doormidden gesneden waarna de twee halve sneetjes met de belegde kant op elkaar worden gelegd, zodat het beleg door het brood wordt beschermd. Een alternatief is de dubbele boterham: twee sneetjes brood met beleg ertussen. Dit lijkt op de sandwich.

## Etymologie
De oorsprong van de benaming is niet precies bekend. Vroeger was de spelling boteram of boterram. Een rammel (of remmel) is een oudere benaming voor een snee brood. In Vlaanderen noemt men geroosterde broodjes weleens 'rammekes'.
In Noord-Holland is het woord boterham veelal onbekend. In plaats daarvan wordt "broodje" gezegd.

## Uitdrukkingen
Voor een boterham zonder beleg, een droge boterham, bestaat ook de uitdrukking boterham met tevredenheid. Het tegenovergestelde is een boterham met veel beleg, de aangeklede boterham. Een boterham belegd met speculaasjes, wordt ook wel een klein taartje genoemd.
De eerste en laatste boterham van een brood (die maar één snijvlak hebben en waarvan de verdere buitenkant uit korst bestaat) worden wel kapje of kontje genoemd.
In kindertaal in Nederland wordt een boterham ook wel een bammetje genoemd. In Antwerpen spreekt men soms over bokes of bobokes. West-Vlamingen noemen boterhammen het vaakst stuutjes.
De boterham staat soms symbool voor de inkomsten. De term een aardige boterham verdienen, wil zeggen dat iemand goed verdient. Door minister-president Ruud Lubbers werd het 
al veel langer bestaande begrip een boterham met tevredenheid geïntroduceerd in de Nederlandse politiek, hij bedoelde er soberheid in overheidsfinanciën mee.
De aanduiding afgelikte boterham is ook een aanduiding voor iets waarvan het belangrijkste voordeel al verbruikt zou zijn, zoals bij brood waarvan het beleg afgelikt is. In het bijzonder is het een denigrerende uitdrukking voor mensen die al vaak seksueel contact hebben gehad. Dit geldt vooral voor meisjes, als uitvloeisel van de traditionele seksuele moraal.